# دوغ بنتلي
دوغ بنتلي هو لاعب هوكي الجليد كندي، ولد في 3 سبتمبر 1916 في Delisle, Saskatchewan ‏ في كندا، وتوفي في 24 نوفمبر 1972 في ساسكاتون في كندا.

## وصلات خارجية
- دوغ بنتلي على موقع دوري الهوكي الوطني (الإنجليزية)
- دوغ بنتلي على موقع EliteProspects.com (الإنجليزية)
- دوغ بنتلي على موقع HockeyDB.com (الإنجليزية)
- دوغ بنتلي على موقع Hockey-Reference.com (الإنجليزية)